# Appius Claudius Pulcher (consul in 79 v.Chr.)
Appius Claudius Pulcher was een Romeins politicus uit de 1e eeuw v.Chr. Hij was een lid van de invloedrijke gens Claudia.
Claudius Pulcher was een aanhanger van Lucius Cornelius Sulla. Hij was praetor in 88 v.Chr. en werd datzelfde jaar verbannen door Gaius Marius, nadat zijn rivaal Sulla op campagne naar het oosten was vertrokken. Nadat Marius (in 86) en zijn opvolger Cinna (in 84 v.Chr.) waren gestorven, keerde hij naar Rome terug. Hij werd in 79 v.Chr. samen met Publius Servilius Vatia tot consul van Rome aangesteld. Van 78 tot 76 v.Chr. was hij proconsul in Macedonia. Na een gevecht tegen een Thracische stam overleed hij aan een ziekte.
Hij was de zoon van Appius Claudius Pulcher, die consul was in 143 v.Chr. De jongere Claudius Pulcher was getrouwd met Caecilia Metella Balearica minor. Hun kinderen waren Appius Claudius Pulcher (consul in 54 v.Chr.), Claudia Pulchra Prima, Gaius Claudius Pulcher, Claudia Pulchra Secunda, Claudia Pulchra Tercia (Clodia) en Publius Claudius Pulcher, die als Publius Clodius Pulcher een beruchte bendeleider werd.

## Referentie
- T.R.S. Broughton, The Magistrates of the Roman Republic, II, New York, 1952, pp. 33, 82, 86, 89.